# Александру, Нектариос
Нектариос Александру (греч. Νεκτάριος Αλεξάνδρου; род. 19 декабря 1983, Никосия) — кипрский футболист, выступавший на позиции полузащитника.

## Клубная карьера
Воспитанник школы клуба АПОЭЛ, дебютировал в сезоне 2000/01. В сезоне 2002/03 закрепился в составе команды. Провёл 103 игры и забил 26 голов, дважды выиграл чемпионат, один раз Кубок и два раза Суперкубок. Покинул клуб летом 2006 года.
Летом 2006 года пришёл в греческую «Ларису», вместе с Эфстатиосом Алонефтисом они составили костяк команды. В первом же сезоне Александру выиграл кубок страны 2006/07 годов. Позднее он помог команде вернуться в Греческую Суперлигу, а также сыграл в Кубке УЕФА, отметившись голом в ворота питерского «Зенита». 13 августа 2008 покинул команду, причины ухода названы не были.
Летом 2008 года Нектариос вернулся в клуб. Его возвращение позволило команде выиграть чемпионат Кипра 2008/09, также он сыграл 4 матча в Лиге чемпионов. Позднее он выиграл ещё одно первенство сезона 2010/11 и снова сыграл в Лиге чемпионов: на этот раз ему посчастливилось отыграть шесть матчей и дойти до 1/4 финала с клубом. В число памятных встреч входит и ответный матч 1/8 финала ЛЧ против «Лиона», в котором он забил один из четырёх пенальти своей команды.
В январе 2019 года присоединился к кипрскому клубу «Докса». В ноябре того же года объявил о завершении карьеры.

## В сборной
Дебютировал за сборную в матче 1 марта 2006 против Армении, выйдя на замену на 74-й минуте (Кипр победил 2:0).

## Достижения
АПОЭЛ
- Чемпион Кипра (10): 2001/02, 2003/04, 2008/09, 2010/11, 2012/13, 2013/14, 2014/15, 2015/16, 2016/17, 2017/18
- Обладатель Кубка Кипра (3): 2005/06, 2013/14, 2014/15
- Обладатель Суперкубка Кипра (6): 2002, 2004, 2008, 2009, 2011, 2013

«Ларисса»
- Обладатель Кубка Греции (1): 2006/07